# Lepadella canadaensis
Lepadella canadaensis is een raderdiertjessoort uit de familie Lepadellidae. De wetenschappelijke naam van deze soort is voor het eerst geldig gepubliceerd in 1936 door Myers.